# Kurt Dreyer
Kurt Dreyer (født 22. april 1944) er en dansk skuespiller.
Dreyer er udlært typograf. Han grundlagde Teamteatret i Herning og var senere tilknyttet Odense Teater og flere teatre i København.

## Filmografi
- Slingrevalsen (1981)
- Portland (1996)
- Drabet (2005)
- Tarok (2013)
- Happy ending (2018)

### Tv-serier
- Anna Pihl (2006-2007)
- Klovn (2005-2018)
- Borgen (2010)
- Sunday